# Kołomań
Kołomań – wieś w Polsce położona w województwie świętokrzyskim, w powiecie kieleckim, w gminie Zagnańsk.
W latach 1975–1998 miejscowość administracyjnie należała do województwa kieleckiego.
| SIMC    | Nazwa     | Rodzaj    |
| ------- | --------- | --------- |
| 0279924 | Od Wygonu | część wsi |